# Andrena deppeana
Andrena deppeana är en biart som beskrevs av Cockerell 1910. Andrena deppeana ingår i släktet sandbin, och familjen grävbin. Inga underarter finns listade i Catalogue of Life.